# Тодор Стойков (футболист)
Тодор Стойков е футболист на Славия, Академик, ФК Обеля, Световрачене, но прекратява кариерата заради тежка контузия в коляното

## Клубна кариера по години
1987 – 1993  Славия

1993 – 1994  Академик

1994 – 1995  Обеля

1995 – 1996  Световрачене